# 4612-es mellékút (Magyarország)
A 4612-es számú mellékút egy bő 12 kilométer hosszú, négy számjegyű mellékút Pest és Jász-Nagykun-Szolnok vármegyék határvidékén; Tószeget köti össze Abony városával, illetve a 4-es főúttal, érintve Szolnok közigazgatási határszélét is.

## Nyomvonala
Abony központjában indul, a 4611-es útból kiágazva, annak kezdeti szakaszán, alig a századik méterszelvényénél, kelet felé, Nagykőrösi út néven. Pár lépés és egyetlen sarok után délnek vezet tovább, Vasút út néven. Elhalad az Abonyi Lajos Falumúzeum és a Kostyán Andor-kúria mellett, majd, még a 700-as méterszelvénye előtt egy elágazáshoz ér. Dél felé innen a 4616-os út indul, Kécskei út néven, a 4612-es pedig továbbra is az eddigi nevén haladva kelet, majd kevéssel ezután délkelet felé folytatódik.
1,9 kilométer után éri el a Budapest–Záhony-vasútvonal térségét, Abony vasútállomás mellett; ott egy elágazáshoz ér. Nyugat-délnyugati irányban a 46 315-ös út (Baross Gábor utca) indul, ami előbb kiszolgálja az állomást, majd még továbbhúzódik a 4616-os útig; a 4612-es pedig, még mindig Vasút út néven kelet felé folytatódik. 2,4 kilométer után délkeletnek fordul és keresztezi a vágányokat, egyúttal elhagyja Abony lakott területét is; innen a neve nagyjából a 4. kilométeréig Vasút dűlő, majd a városhatárig Balhás dűlő.
A 6+550-es kilométerszelvénye táján lépi át Abony és Tószeg határvonalát, de ezután is külterületen halad, szinte nyílegyenesen délkeleti irányban. 10,2 kilométer megtételét követően egy elágazáshoz ér, itt a 4613-as út torkollik bele délnyugat felől, 28,5 kilométer megtételét követően; egyúttal eléri Szolnok határszélét is, innen Szolnok és Tószeg határvonalát kíséri. 12,1 kilométer után keresztezi a Cegléd–Szeged-vasútvonal vágányait, és nem sokkal ezután véget is ér, beletorkollva a 4625-ös útba, annak 7+200-as kilométerszelvénye közelében.
Teljes hossza, az országos közutak térképes nyilvántartását szolgáló kira.gov.hu adatbázisa szerint 12,449 kilométer.

## Települések az út mentén
- Abony
- Tószeg
- (Szolnok)